# Maik Taylor
Maik Taylor (nacido el 4 de septiembre de 1971 en Hildesheim, Alemania) es un exfutbolista alemán nacionalizado británico. Jugaba en la posición de guardameta y su último club fue el Millwall FC de la Football League Championship de Inglaterra. Es entrenador de arqueros del Birmingham City Football Club desde 2022.
Jugó por el Birmingham City Football Club, pero también ha militado en Southampton F.C., Fulham FC, Barnet F.C. y Farnborough Town F.C.. Taylor comenzó su carrera en el Petersfield Town F.C..

## Carrera internacional
Es un jugador regular de la Selección nacional de fútbol de Irlanda del Norte, habiendo participado en 88 partidos. Su debut se dio en la derrota por 3-0 frente a Alemania en 1999.

## Clubes

### Como jugador
| Club                       | País       | Año       |
| -------------------------- | ---------- | --------- |
| Farenborough Town          | Inglaterra | 1992-1995 |
| Barnet FC                  | Inglaterra | 1995-1997 |
| Southampton FC             | Inglaterra | 1997      |
| Fulham FC                  | Inglaterra | 1997-2004 |
| Birmingham City (préstamo) | Inglaterra | 2003-2004 |
| Birmingham City            | Inglaterra | 2004-2011 |
| Leeds United               | Inglaterra | 2011-2012 |
| Millwall FC                | Inglaterra | 2012-2013 |

### Como entrenador de arqueros
| Club                           | País              | Año           |
| ------------------------------ | ----------------- | ------------- |
| Selección de Irlanda del Norte | Irlanda del Norte | 2013-2019     |
| Bradford AFC                   | Inglaterra        | 2019          |
| Walsall FC                     | Inglaterra        | 2019-2022     |
| Birmingham City                | Inglaterra        | 2022-presente |

## Palmarés

### Campeonatos nacionales
| Título                       | Club            | País       | Año  |
| ---------------------------- | --------------- | ---------- | ---- |
| Football League One          | Fulham FC       | Inglaterra | 1999 |
| Football League Championship | Fulham FC       | Inglaterra | 2001 |
| Football League Cup          | Birmingham City | Inglaterra | 2011 |